# Sorges
Sorges foi uma comuna francesa na região administrativa da Nova Aquitânia, no departamento Dordonha. Estendia-se por uma área de 46,7 km². Em 2010 a comuna tinha 1 605 habitantes (densidade: 34,4 hab./km²).
Em 1 de janeiro de 2016, passou a formar parte da nova comuna de Sorges et Ligueux en Périgord.